# Eliteserien (Dänemark) 1987/88
Die Saison 1987/88 war die dritte Spielzeit der Eliteserien, der höchsten dänischen Eishockeyspielklasse. Meister wurde zum insgesamt zweiten Mal in der Vereinsgeschichte der Esbjerg IK. Gladsaxe SF stieg in die zweite Liga ab.

## Modus
In der Hauptrunde absolvierte jede der sieben Mannschaften insgesamt 24 Spiele. Die vier bestplatzierten Mannschaften qualifizierten sich für die Finalrunde, in der der Meister ausgespielt wurde. Der Letztplatzierte stieg in die zweite Liga ab. Für einen Sieg erhielt jede Mannschaft zwei Punkte, bei einem Unentschieden gab es einen Punkt und bei einer Niederlage null Punkte.

## Hauptrunde

### Tabelle
|    | Klub                      | Sp | S  | U | N  | T   | GT  | Punkte |
| -- | ------------------------- | -- | -- | - | -- | --- | --- | ------ |
| 1. | Esbjerg IK                | 24 | 18 | 1 | 5  | 152 | 89  | 37     |
| 2. | AaB Ishockey              | 24 | 14 | 3 | 7  | 117 | 94  | 31     |
| 3. | Frederikshavn White Hawks | 24 | 11 | 2 | 11 | 105 | 106 | 24     |
| 4. | Herlev Hornets            | 24 | 10 | 3 | 11 | 105 | 93  | 23     |
| 5. | Herning IK                | 24 | 8  | 7 | 9  | 108 | 115 | 23     |
| 6. | Rødovre Mighty Bulls      | 24 | 6  | 4 | 14 | 70  | 112 | 16     |
| 7. | Gladsaxe SF               | 24 | 5  | 4 | 15 | 87  | 135 | 14     |

Sp = Spiele, S = Siege, U = Unentschieden, N = Niederlagen

## Finalrunde
In den Finalrunde setzten sich der Esbjerg IK durch und wurde Meister.